# 아드리아해
아드리아해(이탈리아어: Mare Adriatico, 영어: Adriatic Sea)는 지중해 북쪽의 이탈리아반도와 발칸반도 사이에 있는 바다이다. 서쪽 해안은 이탈리아와 접하고 있으며, 동쪽 해안은 북쪽으로부터 슬로베니아, 크로아티아, 보스니아 헤르체고비나, 몬테네그로, 알바니아와 접하고 있다. 아드리아해는 1,300개가 넘는 섬들이 있으며, 대부분이 크로아티아 서부의 해안가 지역에 위치해 있다.
아드리아해에는 1,300개 이상의 섬이 있으며, 대부분은 아드리아해 동부 해안의 크로아티아 주변에 산재해 있다. 3개의 분지로 나누어져 있으며 북쪽이 가장 얕고 남쪽이 가장 깊으며 최대 수심은 1,233m(4,045피트)이다. 수중 능선인 오트란토 실(Otranto Sill)은 아드리아해와 이오니아해 사이의 경계에 위치한다. 우세한 해류는 오트란토 해협에서 동쪽 해안을 따라 시계 반대 방향으로 흐르다가 다시 서쪽(이탈리아) 해안을 따라 해협으로 흐른다. 아드리아해의 조수 움직임은 미미하지만 때때로 더 큰 진폭이 발생하는 것으로 알려져 있다. 아드리아해의 염분도는 지중해보다 낮다. 왜냐하면 아드리아해는 지중해로 유입되는 담수의 1/3을 모아 희석분지 역할을 하기 때문이다. 표면 수온은 일반적으로 여름에는 30°C(86°F), 겨울에는 12°C(54°F) 범위로 아드리아 해 분지의 기후를 상당히 완화시킨다.
아드리아 해는 중생대에 아프리카 판에서 분리된 아풀리아판(Adriatic Microplate)에 위치해 있다. 판의 움직임은 유라시아 판과 충돌한 후 주변 산맥의 형성과 아펜닌 구조의 융기에 기여했다. 올리고세 후기에 이탈리아 반도가 처음 형성되어 아드리아 해 분지를 나머지 지중해와 분리했다. 모든 종류의 퇴적물은 아드리아 해에서 발견되며, 대부분의 물질은 포 강과 서해안의 다른 강을 통해 운반된다. 서쪽 해안은 충적토 또는 계단식 지형인 반면, 동쪽 해안은 뚜렷한 카르스트화로 인해 움푹 들어간 곳이 많다. 아드리아해에는 바다의 카르스트 서식지와 생물 다양성을 보호하기 위해 설계된 수십 개의 해양 보호 지역이 있다. 바다에는 동식물이 풍부하다. 7,000종이 넘는 종이 아드리아해에 자생하는 것으로 확인되었으며, 그 중 다수는 고유하고 희귀하며 멸종 위기에 처한 종이다.
아드리아해 해안에는 350만 명 이상의 인구가 거주하고 있다. 가장 큰 도시는 바리 (도시)(Bari), 베네치아(Venice), 트리에스테(Trieste), 스플리트(Split)이다. 아드리아해 해안의 최초 정착지는 에트루리아인, 일리리아인, 그리스인이었다. 기원전 2세기에는 이 지역이 로마의 지배를 받게 되었다. 중세에는 아드리아해 해안과 바다 자체가 여러 국가, 특히 비잔틴 제국, 크로아티아 왕국, 베네치아 공화국, 합스부르크 왕가, 오스만 제국 등 여러 국가에 의해 어느 정도 통제되었다. 나폴레옹 전쟁으로 인해 프랑스 제1제국은 해안 통제권을 획득하고 영국은 이 지역에서 프랑스군에 맞서 싸우게 되었으며, 궁극적으로 오스트리아의 아드리아 해 동부 해안과 포 계곡 대부분을 확보하게 되었다. 이탈리아 통일 이후, 이탈리아 왕국은 20세기까지 지속된 동쪽 확장을 시작했다. 제1차 세계대전과 오스트리아-헝가리 제국, 오스만 제국의 붕괴 이후 동부 해안 전체의 통제권이 유고슬라비아와 알바니아에게 넘어갔고, 트리에스테와 주변 지역은 이탈리아의 통제하에 남아 있었다. 전자는 1990년대에 붕괴되어 아드리아해 해안에 4개의 새로운 주가 탄생했다. 이탈리아와 유고슬라비아는 1975년까지 해양 경계에 합의했고 이 경계는 유고슬라비아의 후계 국가들에 의해 인정되었지만 슬로베니아, 크로아티아, 보스니아 헤르체고비나, 몬테네그로 사이의 해양 경계는 여전히 논쟁의 여지가 있다. 이탈리아와 알바니아는 1992년 해양 경계에 합의했다.
수산업과 관광업은 아드리아해 해안 전체의 중요한 수입원이다. 아드리아 해 크로아티아의 관광 산업은 아드리아 해 분지의 다른 지역보다 경제적으로 빠르게 성장했다. 해상 운송은 또한 이 지역 경제의 중요한 부분이다. 아드리아 해에는 연간 백만 톤 이상의 화물을 처리하는 항구가 19개 있다. 연간 화물 회전율 жопа гавно  기준으로 가장 큰 아드리아해 항구는 트리에스테항이고, 스플리트항은 연간 승객 수가 가장 많은 아드리아해 항구이다.

## 같이 보기
- 알바니아의 지리
- 크로아티아의 지리
- 유럽의 지리
- 이탈리아의 지리